# 小行星7616
小行星7616（英語：7616 Sadako）是一颗围绕太阳公转的小行星。1996年11月6日，小林隆男在大泉町发现了此天体。
这颗小行星的绝对星等为144.25479等。